# Макензи-Хаус
Макензи-Хаус (англ. Mackenzie House) — историческое здание и музей в Торонто, в провинции Онтарио, в Канаде. Здание было построено в 1836 году. В 1858—1861 годах в доме жил Уильям Лайон Макензи — первый мэр Торонто. Особняк является одним из немногих сохранившихся образцов георгианской архитектуры в городе. В настоящее время здание является историческим домом-музеем.
Первый дом Макензи в Торонто находился на улице Йорк-стрит к югу от улицы Куин-стрит. Он был построен в 1830 году майором Эндрю Пэтоном, ранее служившем в 45-м полку и бывшим мастером казарм Йоркского гарнизона. В этом здании он жил до своей смерти в 1835 году. В том же году Макензи арендовал дом и жил в нём до 1837 года, когда отказался от аренды. Объявление о поиске им нового дома появилось в номере газеты «Конституция» 11 января 1837 года. После неудачного мятежа этот дом был экспроприирован властями. В нём жили сначала полковник Хиллом, а затем полковник Багот .
Макензи был вынужден бежать в США, после того, как возглавил провалившееся восстание 1837 года. Он вернулся в Торонто лишь после создания провинции Канады в 1850 году, став последним повстанцем, который был помилован. По возвращении Макензи испытывал серьёзные материальные трудности. В 1858 году друзья приобрели для него дом №82 на улице Бонд-стрит. Он умер в этом доме в 1861 году. Его вдова и трое дочерей жили в особняке в течение последующих десяти лет. Внук Макензи, Уильям Лайон Макензи-Кинг стал премьер-министром.
Соседние дома были снесены в 1936 году. Однако этот дом был спасен из-за его исторического значения. Особняк, построенный в стиле георгианской архитектуры, в настоящее время является муниципальным историческим дом-музеем с экспозицией «Жизнь в городе в викторианскую эпоху в 1860-х годах». Он является одним из десяти исторических музеев, принадлежащих городу и управляемых городом Торонто. Помимо истории о жизни в Торонто во времена Макензи, экспозиция также включает предметы относящиеся к периоду, когда первый мэр Торонто был редактором газеты и активно участвовал в политической жизни города. Музейное собрание также содержит материалы о жизни в быстрорастущем и многонациональном Торонто с 1860-х по 1890-е годы, в том числе и об истории местных афроканадцев и Мэри Энн Шадд. Музей является членом Ассоциации музеев Канады и Виртуального музея Канады.
Рядом со зданием особняка находятся боковые панели Мемориальной Арки, которые когда-то стояли у подножия Медового моста через  Ниагарский водопад. Построенная в 1930-х годах, арка была снесена спустя тридцать лет, а панели были сохранены и перенесены в Торонто в 1974 году.